# FEATURE Premium
FEATURE Premium（フィーチャー プレミアム）は2015年12月15日に第1弾・第2弾が稼働したコナミアミューズメント（2016年10月までの運営はコナミデジタルエンタテインメント）のメダルゲーム（ビデオスロット）のシリーズ。e-amusement pass（Amusement IC）対応。一部ゲームはコナステでもプレイ可能。

## 概要
FEATUREWORLDのように同一筐体を使用したビデオスロットシリーズ。筐体は複数種類あり、USB充電ポートやメダル貸し出し用の硬貨投入口が搭載されている筐体もある。またコナミアミューズメント・KPEのパチスロ機の移植も行われており、パチスロ実機では不可能なダブルアップなどの機能が追加されている。

### ゲーム
ビデオスロット・パチスロ移植機は別途紹介する。太字はコナステでプレイ可能なゲーム。

#### FEATURE Premiumオリジナル
「コネクト」は特定のシンボルが縦・横（『Twinkle Drop』シリーズでは有効ラインの斜め含む）に3つ繋がった場合に役として成立（配当があるとは限らない）することを指す。
- Twinkle Drop RUSH!（3×3、8ライン+コネクト）
  - FEATUREWORLDの『Twinkle Drop』の続編。3種類の7絵柄が出やすくなるセブンラッシュ搭載。
- JEWEL CLIMBER（基本3×5、9ライン）
  - FEATUREWORLDの『Panic Pirates』同様のWILD絵柄がすべて捕まるまで続くフリーゲーム搭載。
- Twinkle Drop JUKE! （3×3、8ライン+コネクト）：2016年12月稼働開始
  - 2種類のチャンスゲーム搭載（重複あり）。
- FROZEN TOWER （基本3×3、コネクト）：2016年12月稼働開始
  - 氷の塔を爆弾を使って完全破壊するとボーナス配当獲得。
- TOWER de パティシエッタ（基本3×3、コネクト）：2017年12月稼働開始
  - 『FROZEN TOWER』同様お菓子の塔の破壊を目指す。3コンボ（連鎖消し）以上が発生するとタワー攻略時の配当が追加される。
- PIRATES A GoGo !（3×3、3ライン）：2017年12月稼働開始
  - 大砲を作って海賊船の撃沈を目指す。
- OLIMPOS GATE（基本3×5、基本5ライン）：2018年12月稼働開始
  - チャンス中は有効ライン数が増加する。
- Twinkle Drop DINNER（3×3、8ライン+コネクト） ：2018年12月稼働開始
  - 『Twinkle Drop』シリーズでは初となる、フリーゲームの上乗せがある。コナステでもプレイ可能。

#### メカスロット
- 太極神龍（3×3、基本5ライン）：2018年12月稼働開始
  - 2004年発売のメカスロット機の移植。4画面プレイや複数枚ベットも可能。

#### パチスロ
- GI優駿倶楽部：2019年9月稼働開始。
- マジカルハロウィン7：2020年11月稼働開始。
- 麻雀格闘倶楽部参：2020年11月稼働開始。

以下はコナステ限定。
- 戦国コレクション4：2021年11月正式サービス開始。
- マジカルハロウィン～Trick or Treat!～：2021年11月オープンベータテスト開始。